# Harewood
Harewood – wieś w Anglii, w hrabstwie ceremonialnym West Yorkshire, w dystrykcie metropolitalnym Leeds. Leży 12 km na północ od centrum miasta Leeds i 282 km na północ od Londynu. Miejscowość liczy 3854 mieszkańców.